# Assani Bajope
Assani Bajope (14 aprile 1982) è un ex calciatore ugandese, di ruolo centrocampista.

## Carriera

### Club
Dopo aver giocato nel Kampala City Council, nel 2007 si è trasferito al Saint-George, con cui ha vinto per due volte l'Ethiopian Premier League.

### Nazionale
Ha collezionato 23 presenze e tre reti con la maglia della nazionale.

## Palmarès

### Club

#### Competizioni nazionali
- Ethiopian Premier League: 2

St. George: 2007-2008, 2008-2009
- Kakungulu Cup: 1

Kampala City: 2004